# MADURO ONLINE
株式会社MADURO ONLINE（マデュロオンライン）は、かつて存在した東京都千代田区に拠点を置く日本のメディア企業である。同名のオンラインメディアサイトは継続されている。

## 概要
家族を大切にする30〜40代の男性に向けたライフスタイル提案誌『MADURO』の出版や、オンラインメディアの運営、イベントの企画制作及び運営業務を行っている。
2018年5月8日、RRデジタルメディアの子会社として設立。
2021年9月1日、親会社のRRデジタルメディアに吸収合併され、RRデジタルメディアは株式会社ソトコト・プラネットに社名変更した。

## 雑誌 『MADURO』
家族との時間を大切にする良きパパをイメージに、ファッション・車・時計・旅・グルメなどの情報を展開し、愛する人と快適な日々を過ごすために必要なモノ・コトをお届けする男性向けライフスタイル提案誌。

「LEON」を立ち上げたことで知られる岸田一郎を編集長に、2014年9月24日創刊。
2017年11月から元LEON立ち上げ創刊副編集長、元OCEANS立ち上げ創刊編集長の大久保清彦を編集人に迎え、『一番愛する人と上質な時間を過ごすために』をキャッチコピーに編集方針を大幅に刷新。

現在、大久保清彦が『MADURO』総編集長、モータージャーナリストの九島辰也が『MADURO』編集長を務める。
2021年5月25日発売の7月号をもって不定期刊行化した。

## Webメディア『MADURO ONLINE』
家族を大切にする30〜40代の男性に向けたライフスタイル提案誌『MADURO』のオンラインメディア。2018年6月にローンチ。
本誌の記事転載やニュース記事、Web版のオリジナル記事を配信。株式会社インタースペースと株式会社MADURO ONLINEの共同事業として開始された。
その後株式会社サイバー・バズの運営を経て2024年4月1日からカルチュア・コンビニエンス・クラブ株式会社の運営となった。